# Транспортин-1
Транспортин-1 (импортин-β2, кариоферин-β2, MIP) — транспортный фактор, участвующий в переносе белков в клеточное ядро, который у человека кодируется геном TNPO1. Транспортин-1 импортирует в ядро широкий спектр белков, среди которых много РНК-связывающих белков и факторов транскрипции. Гомологом транспортина-1 у дрожжей является Kap104p.
Транспортин-1 связывает свои субстраты напрямую без участия адаптера. Он распознаёт особый тип сигнала ядерной локализации — PY-NLS (англ. Nuclear Localization Signal). PY-NLS имеют размер 15—30 аминокислотных остатков и могут довольно сильно отличаться по последовательности, но в целом они характеризуются наличием N-концевого кластера гидрофобных или положительно заряженных аминокислотных остатков и C-концевым мотивом R/K/H-X2—5-P-Y. Соответственно выделяют два подкласса PY-NLS: гидрофобные и основные. Известно несколько белков, которые транспортируются в ядро транспортином-1, но не содержат PY-NLS.
Большинство известных субстратов транспортина-1 представлено РНК-связывающими белками. Субстратами транспортина-1 являются белки PQBP1, PABP2, EWS, FUS, SAM68, hnRNP M, hnRNP A1, hnRNP A0, hnRNP A2, hnRNP A3, hnRNP D, hnRNP F, hnRNP H1, JKTP-1, TAP (NXF1), HuR, HEXIM1, RB15B, Clk3, WBS16, циклин T1, TAFII68, CPSF6, HCC1, SOX14, ETLE, DJ-1, ELYS, GSK-3β, HCMV UL79, huntingtin, PABPN1, TAF15, TIS11, RP2. Все они содержат мотив PY-NLS. Субстраты KIF17 и symportin 1 содержат гомологичный PL-NLS. Кроме того есть сообщения об участии транспортина-1 в ядерном импорте некоторых белков (ADAR1, CD44, FOXO4, JMJD5, PLK1), которые не содержат явного PY-NLS.